# Dawid Rubinowicz
Dawid Rubinowicz (* 27. Juli 1927 in Krajno; † 1942 im Vernichtungslager Treblinka) war ein polnisches jüdisches Kind, das Opfer des Holocaust geworden ist. Dawid hat in der Zeit der nationalsozialistischen Judenverfolgung in Polen Tagebuch geführt. Dieses Tagebuch wurde nach dem Zweiten Weltkrieg gefunden und veröffentlicht.

## Leben
Dawid Rubinowicz wuchs zusammen mit zwei jüngeren Geschwistern in Krajno auf, einem Dorf in Zentralpolen nahe bei Kielce. Sieben jüdische Familien wohnten hier vor dem Krieg. Dawids Vater betrieb eine kleine Molkerei. 1933 wurde Dawid eingeschult. Er war ein guter Schüler, die Zeugnisbücher aus jenen Jahren sind erhalten geblieben. Im Mai 1937 ist das einzige erhaltene Foto mit Dawid Rubinowicz entstanden, ein Klassenfoto. Andere schriftliche Zeugnisse aus dieser Zeit gibt es nicht, nur die Erinnerungen seiner Lehrerin Florentyna Krogulcowa und seines Klassenkameraden Tadeusz Janicki.
Nach dem Überfall auf Polen und der Proklamation des „Generalgouvernements“ gehörte die Neuordnung des Schulwesens zu den ersten Maßnahmen der deutschen Besatzer. Überall dort, wo mindestens zehn deutsche Kinder im Ort wohnten, wurde eine deutsche Schule eingerichtet. Aus dem Unterrichtsplan der polnischen Volksschulen wurden „mangels geeigneter Lehrbücher“ die Fächer Geschichte, Erdkunde und Deutsch herausgenommen; polnische Hochschulen, Gymnasien und Lyzeen wurden geschlossen. Polnische Jugendliche, die älter als vierzehn Jahre waren, durften keine Schule mehr besuchen. Jüdische Kinder wurden von allen Schulen verwiesen.
Dawid durfte vom November 1939 an die Schule nicht mehr besuchen. Seine Lehrerin traf sich heimlich mit seiner Mutter, gab ihr Aufgaben mit und korrigierte die Hefte des Jungen. Sie riet dem Jungen auch, Tagebuch zu führen. Dawid war zwölf Jahre alt, als er am 21. März 1940 sein Tagebuch begann. Fortan schrieb er in insgesamt fünf Schulheften auf, was ihm begegnete und was ihn bewegte. Im ersten Jahr noch knapp und in großen Abständen, dann immer häufiger und ausführlicher beschrieb der empfindsame Junge die Maßnahmen der Deutschen und dokumentierte mit erschreckender Genauigkeit die Mechanismen totalitärer Willkür und Gewalt.
Im März 1942 musste die Familie Rubinowicz Krajno verlassen. In Bodzentyn, wo vor dem Krieg etwa tausend Juden lebten, wurden nun die Juden aus der ganzen Umgebung zusammengepfercht. Sie wohnten unter unsäglichen Bedingungen. Hunderte starben an Hunger und Seuchen. Täglich wurden Menschen erschossen oder wurden in Zwangsarbeitslager verschleppt wie Dawids Vater.
Mitte September 1942 wurden die Juden auf den Marktplatz von Bodzentyn getrieben, der zum Sammelpunkt bestimmt war. Am nächsten Tag brach der lange Zug der Todgeweihten nach Suchedniów auf. Dort wurden sie am 21. September 1942, dem jüdischen Versöhnungstag, in Viehwagen verladen. Dawids letzter Weg endete, so muss vermutet werden, nach der Ankunft des „Sonderzuges für Umsiedler“ Pkr 9228 am Vormittag des nächsten Tages im Vernichtungslager Treblinka.
Sein Tagebuch hat Dawid in Bodzentyn hinterlassen.

## Das Tagebuch

### Rezeptionsgeschichte
Im August 1957 wurden Dawids Hefte von Helena und Artemiusz Wołczyk im Abfall gefunden. Im Oktober 1957 begannen sie, das Tagebuch im Ortsrundfunk zu verlesen. Im Herbst 1959 schickten sie Dawids Aufzeichnungen der Warschauer Journalistin Maria Jarochowska, die sie alsbald publizierte. Sie erschienen zuerst im Januar 1960 in der Zeitschrift Twórczosc.
Das Tagebuch erregte sofort in ganz Polen großes Aufsehen. Der Schriftsteller Jarosław Iwaszkiewicz nahm es zum Anlass für einen Appell an seine Landsleute, alle Aufzeichnungen und Tagebücher aus der Zeit der Okkupation der Öffentlichkeit zugänglich zu machen. Er schrieb:

„Was der kleine Dawid beschreibt, mag manchem heute unbegreiflich und gespenstisch scheinen – es ist jedoch das Spiegelbild einer Wirklichkeit, die Millionen Polen und Juden in jenen schweren Jahren durchgemacht haben. […] Jeder, der die einfachen Worte, die einfachen Sätze des leidenden, so sehr sympathischen kleinen Jungen liest, wird zweifellos sagen: Nie wieder! Nie wieder eine Zeit der Menschenverachtung, nie wieder eine Epoche der Verbrennungsöfen.“

Noch im Frühjahr 1960 erschien die erste Buchausgabe in Warschau, wenig später die deutsche Übersetzung. Seither ist Dawids Tagebuch in zahlreiche Sprachen übersetzt worden.

### Ausgaben
- Pamiętnik Dawida Rubinowicza. Kommentare von Adam Rutkowski; Nachwort: Maria Jarochowska. Warszawa 1960.
- Das Tagebuch des Dawid Rubinowicz. Verlag Volk und Welt und Verlag Książka i Wiedza, Berlin und Warschau 1960.
- Das Tagebuch des Dawid Rubinowicz. Fischer Verlag, Frankfurt a. M. 1960.
- The diary of Dawid Rubinowicz. Translated by Derek Bowman. Blackwood, Edinburgh 1981.
- Walther Petri (Hrsg.): Das Tagebuch des Dawid Rubinowicz. Nachwort von Walther Petri. Aus dem Polnischen von Stanisław Zyliński. Der Kinderbuchverlag, Berlin 1985.
- Pamiętnik Dawida Rubinowicza. Mit einem Vorwort von Jarosław Iwaszkiewicz. Książka i Wiedza, Warszawa 1987.
- Walther Petri (Hrsg.): Das Tagebuch des Dawid Rubinowicz. Nachwort von Walther Petri. Aus dem Polnischen von Stanisław Zyliński. Mit Fotos aus dem DEFA-Dokumentarfilm Dawids Tagebuch von Walther Petri und Konrad Weiß. 5. Auflage, Beltz & Gelberg, Weinheim 2001 (Gullivers Bücher Bd. 34), ISBN 3-407-78034-6.

Weitere Übersetzungen erfolgten unter anderem ins Dänische, Englische, Finnische, Französische, Hebräische, Italienische, Jiddische, Holländische und Tschechische.

### Andere Medien
- Das Tagebuch des Dawid Rubinowicz. Sprechplatte (Regie: Charlotte Niemann, Sprecher: Charles Brauer und Hans Paetsch, Gesang: Jürgen Schulz). Christophorus-Verlag, Freiburg i. Br. o. J. [1965].
- Dawids Tagebuch. Dokumentarfilm (Buch: Walther Petri und Konrad Weiß, Kamera: Michael Lösche, Regie: Konrad Weiß). DEFA Studio für Dokumentarfilm, Berlin 1980.
- I’m Still Here: Real Diaries of Young People who Lived During the Holocaust. Dokumentation (Buch: Alexandra Zapruder, Regie: Lauren Lazin). MTV News & Documentaries, New York 2005.